# Heterochelus braunsi
Heterochelus braunsi är en skalbaggsart som beskrevs av Kulzer 1960. Heterochelus braunsi ingår i släktet Heterochelus och familjen Melolonthidae. Inga underarter finns listade i Catalogue of Life.